# Bahnhof Kitami-Takinoue
Der Bahnhof Kitami-Takinoue (jap. 北見滝ノ上駅, Kitami-Takinoue-eki) ist ein ehemaliger Bahnhof auf der japanischen Insel Hokkaidō. Er befand sich in der Unterpräfektur Okhotsk auf dem Gebiet der Gemeinde Takinoue und war von 1923 bis 1985 in Betrieb.

## Beschreibung

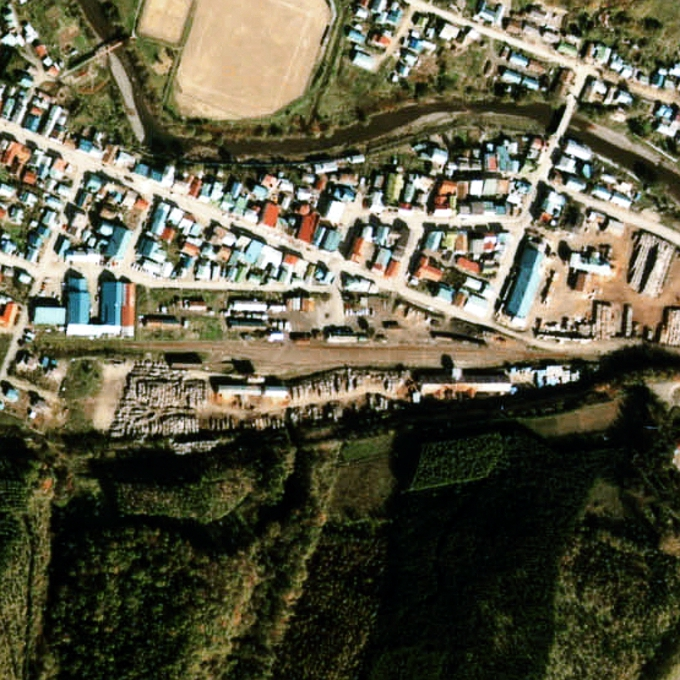
Luftansicht (1978)

Kitami-Takinoue war die westliche Endstation der 34,3 km langen Shokotsu-Linie, die in Shokotsu von der (ebenfalls stillgelegten) Nayoro-Hauptlinie abzweigte. Der Bahnhof lag im Stadtteil Sakurugenya und war von Osten nach Westen ausgerichtet. Er verfügte über ein Gleis für den Personenverkehr, das Empfangsgebäude stand an der Nordseite der Anlage. Hinzu kamen mehrere Gleis für den Güterverkehr sowie ein Abstellgleis mit Drehscheibe.
Nach der Schließung des Bahnhofs wurde das Empfangsgebäude um einige Meter nach Süden zum Berghang hin verlegt, hat aber ansonsten sein früheres Aussehen bewahrt. Es wird heute als Eisenbahnmuseum genutzt. Vor dem Gebäude ist dauerhaft eine Rangierlokomotive abgestellt.

## Geschichte
Das Eisenbahnministerium eröffnete den Bahnhof am 5. November 1923, zusammen mit der gesamten Shokotsu-Linie nach Shokotsu bei Mombetsu. Takinoue war ein bedeutendes Zentrum der Forstwirtschaft und im Bahnhof wurden große Mengen an Holz verladen. Zusätzlich standen rund um den Bahnhof mehrere Sägewerke und Holzlager. Es bestand die Absicht, die Strecke südwärts am Berg Teshio-dake vorbei bis nach Kamikawa an der Sekihoku-Hauptlinie weiterzuführen, doch dieses Projekt wurde nicht weiterverfolgt. Mitte der 1950er Jahre begann das Güterverkehrsaufkommen kontinuierlich abzunehmen. Aus Kostengründen gab die Japanische Staatsbahn den Güterverkehr am 1. Dezember 1978 auf, am 1. Februar 1984 auch die Gepäckaufgabe. Die Stilllegung der Shokotsu-Linie erfolgte am 1. April 1985.